# 馬王堆帛書
馬王堆帛書（ばおうたいはくしょ、まおうたいはくしょ、拼音: Mǎwángduī Bóshū）は、馬王堆漢墓3号墓で発見された帛書。内容の分野は戦国時代から前漢初期までの政治・軍事・思想・文化・科学など多岐にわたり、また多くの佚書、伝世文献の未知の系統のテキストが発見された点からも、高い学術的価値を持つ。

## 様式
帛書の大部分は朱砂で幅 0.7-0.8 センチメートルの罫線を引いたのちに墨書されているが、罫が無いものも一部ある。字体は篆書と隷書があり、篆書の写本は前196年（高祖11年）頃、隷書の写本は前180年（文帝初年）頃に行なわれたと見られる。書の技巧的な品質にばらつきがあることから、同一人物が一度に書いたものではないと考えられる。

## 内容
12万字余にのぼり多くには篇題が無かったが、復元・整理の結果、おおよそ28篇が含まれていると考えられた。それらは『漢書』芸文志の図書分類法に従って、次のように分類された。
- 六芸 - 『周易』・『喪服図』・『春秋事語』・『戦国縦横家書』
- 諸子 - 『老子』甲本・『九主図』・『黄帝書』・『老子』乙本
- 兵書 - 『刑徳』甲本・『刑徳』乙本・『刑徳』丙本
- 数術[注 3] - 『五星占』・『天文気象雑占』・『式法』・『隷書陰陽五行』・『木人占』・『符籙』・『神図』・『築城図』・『園寝図』・『相馬経』
- 方術[注 4] - 『五十二病方』・『胎産図』・『養生図』・『雑療方』・『導引図』
- 地図[注 5] - 『長沙国南部図』・『駐軍図』

## 文献学的価値
『周易』と『老子』以外は多くが古代の佚書であり、伝来している書についても篇名や字句に相違が多く、歴史学・哲学・文字学・訓詁学・音韻学など多方面に多くの研究資料を提供した。また古代史の記述は古籍の校勘の根拠となりうるものである。

## 主要な篇

### 『周易』
- 『周易六十四卦』 - 『易経』の経にあたる部分。全体が上下篇に分かれておらず[6]、また伝来テキスト・諸書に引用された今文テキスト・古文テキスト・王弼本と対校すると、卦名・卦序・爻辞が異なる[9]。卦序の構成原理が単純であり、かなり早い時期のテキストと見られる[6][9]。
- 『繋辞伝』 - 今本『繋辞伝』に一致する記述が多いが、章節の順序や文字に異同も見られ、また今本『説卦伝』の前三節が加わっている[9]。
- 巻後佚書五篇 - 『要』・『繆和』・『昭力』・『二三子問』・『易之義』の5篇。卦辞や爻辞が象徴する意味について、孔子と弟子が議論する様子を記す[10]。

### 『春秋事語』
16章からなる。魯の隠公弑殺事件から晋の智氏滅亡に至るまでの春秋時代の故事物語を扱う。人物の発言の記録に重点が置かれ、一章につき一つのトピックを扱い、国史や編年体の体裁はとらない。内容の大部分は字句の相違はあるものの『春秋』三伝や『国語』に見られるものだが、今まで知られていなかった事柄も一部に含まれる。

### 『戦国縦横家書』
27章からなる。うち11章の内容は、戦国時代における縦横家たちの言説集であり、現存の『戦国策』と『史記』にもほぼ同じ文章表現で見られるものである。残りの16章は佚文であり、主に蘇秦の遊説活動について記している。

### 『老子』甲本
- 『老子』甲本 - 現行本とは逆に、「徳経」が「道経」の前に置かれている[6]。章や段の区切りに円点が施されているが、現行本のそれとはかなり異なる[14]。
- 巻後佚書四篇 - 『五行』『九主』『明君』『徳聖』の四篇からなる。『五行』は思孟学派（子思・孟子を代表とする儒家思想）による五行説（仁義礼智聖の徳目に関する学説）を説く。『九主』は伊尹が君主を9類型に分けて論ずる。『明君』は戦争の攻撃と防御について主に論じる。『徳聖』は五行と徳・聖・智の関係について論じる[13]。

### 『黄帝書』
『老子』乙本の巻前に置かれていた、四篇からなる佚書である。いずれも当初からの篇名を有し、内容および書写当時の歴史的背景を踏まえ、一括して『黄帝書』（黄帝四経）と名付けられた。
- 『経法』 - 「刑名」の思想（黄老思想）について論じる[14]。
- 『十六経』 - 黄帝と臣下の問答形式を取る小篇が多く、「刑名」ならびに「陰陽刑徳」について論じる[14]。
- 『称』 - 格言に類する語句を集め、内容的には前2篇と同体系に属する[14]。
- 『道原』 - 道の性質と本源を論じるが、「刑名」の説ともある程度の関連がある[14]。

### 『老子』乙本
甲本同様、「徳経」が「道経」の前に置かれている。また章分けがされていない。甲本と乙本を比較すると、章の順序は基本的に一致するが、わずかな違いが見られる。現行本・甲本・乙本の三者で比較すると、それぞれで字句の相違が見られる。

### 『刑徳』甲本・乙本・丙本
兵陰陽家に属する内容であり、数種類の式盤図を含む。丙本で四神に言及するくだりは『礼記』曲礼上の記述と似る。

### 『五星占』
天文星占に関する佚書であり、本来の篇名は不明。占辞の各所に甘徳と石申からの引用が見られ、特に前者が多い。五星の運行を記録したものとしては、中国に現存する最古のものであり、篇の末尾には前246年-前177年の70年にわたる木星・土星・金星の位置が記され、またこれら3星の会合周期における動きが記録されている。これらは古天文学にとって貴重な資料となっている。

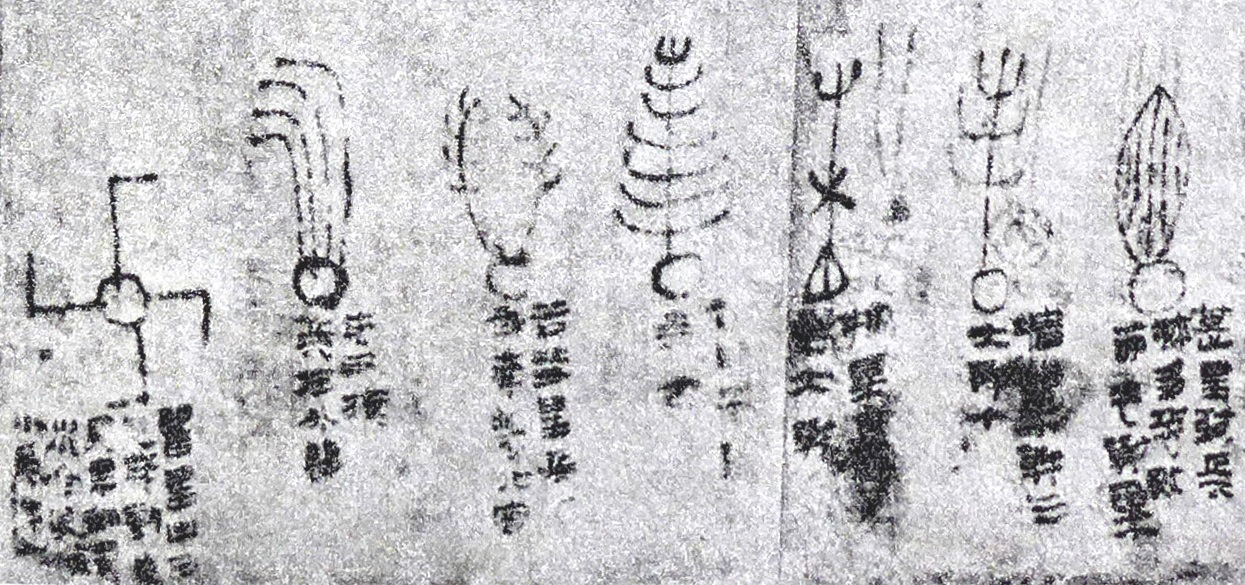
『天文気象雑占』彗星図。占文は、これらの彗星が現れると兵乱や疫病の流行が起こると記す。

### 『天文気象雑占』
天文気象に関する占いの書であり、本来の篇名は不明。350余条の占いが記され、全体にわたり気象による占いが中心だが、彗星や星の運行など天文現象による占いも見られる。彗星の形を描いた図としては、世界で最も古いものである。

### 『式法』
かつては『篆書陰陽五行』と名付けられていた。破損・断裂が著しく、2006年時点でまだ整理・修復が終了していない。『天一』・『徙』・『天地』・『上朔』・『祭』・『式図』・『刑日』など7つの部分を含み、『式図』には式盤図が見られる。

### 『隷書陰陽五行』
内容の一部は上の『式法』に近いが、他に兵陰陽家の主張も見られる。

### 『相馬経』
相馬術書。隷書体で書かれた5,200字ほどの佚書。今本『相馬経』とは全く内容が異なる。

### 『五十二病方』

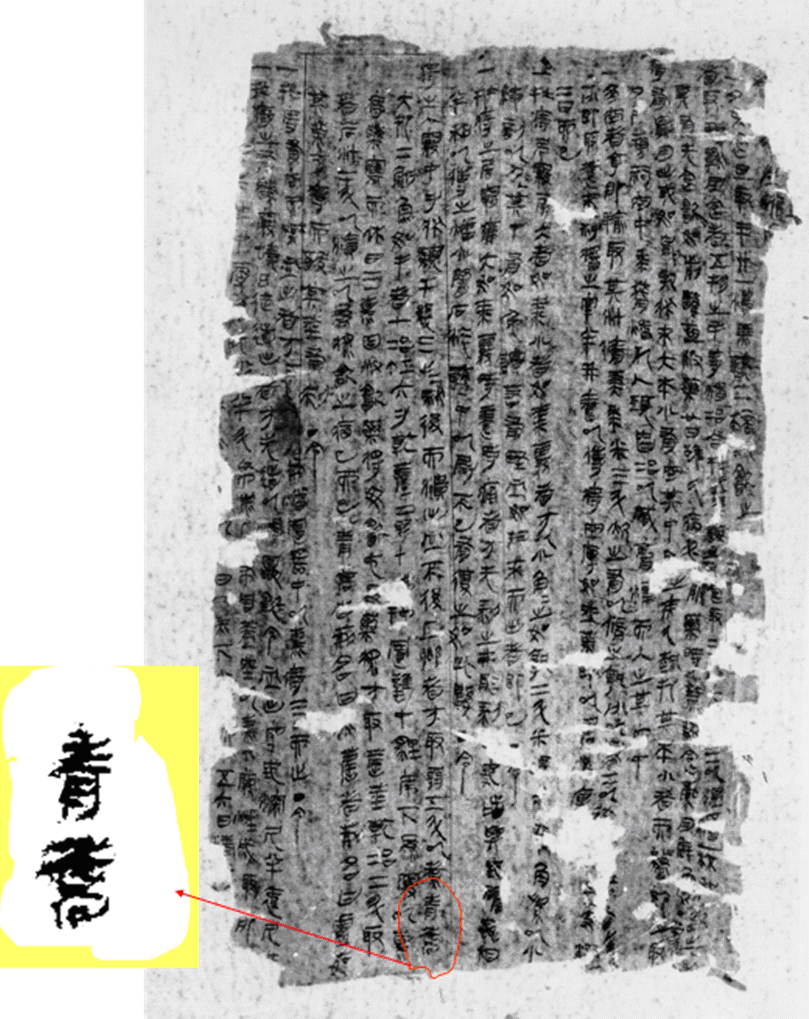
『五十二病方』

中国で発見された最古の医方書であり、本来の篇名は不明の佚書。
- 『五十二病方』 - あわせて52の標題（疾病名・外傷名）がつけられ[17]、各々に治療のための処方が記されている[19][17]。挙げられている病名は100種を超え[注 7]、それらは内科・外科・産婦人科・小児科・精神科に至るまで多岐にわたる[16][19]。処方の数は283方を数え[17]、それらは薬物によるものを中心とし[17]、ほか外科療法として薬物塗布・入浴・燻蒸・局部温熱療法・鍼灸・按摩・角（瀉血のための吸いふくべの原初形式）[16]、石針による治療、切開手術[20]が見られる。
- 巻前佚書四篇 - 『足臂十一脈灸経』・『陰陽十一脈灸経』・『脈経[注 8]』・『陰陽脈死候』の4篇[20][19]。各々その内容に基づき篇名が付けられた[20]。前2篇は人体の11脈（経絡）の走向経路、それに関する病気、および灸による治療法を記す[20]。後2篇は脈に基づいた病気の徴候の診断について論じる[20]。

### 『胎産図』・『養生図』・『雑療方』
いずれも佚書であり、本来の篇名は不明。

### 『導引図』

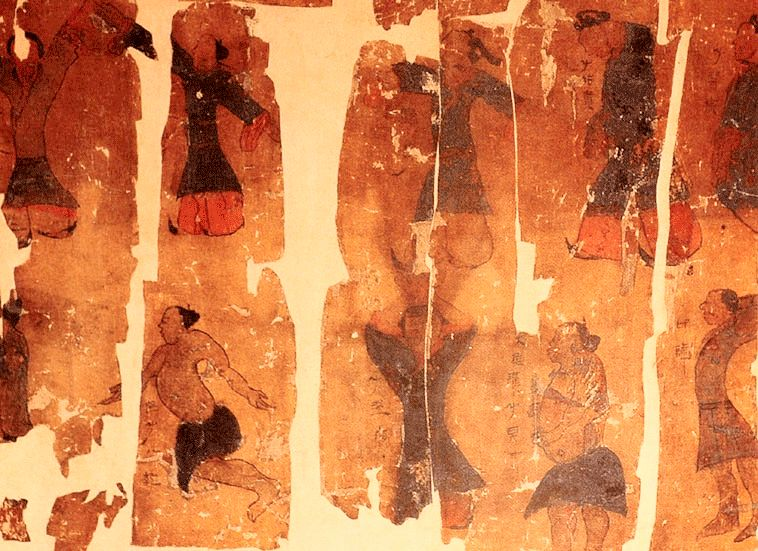
『導引図』

幅0.5メートル、長さ1.4メートルの帛に絵と文字で描かれている。
- 『導引図』 - 長さ1メートルにわたる部分[20][22]。44種類の運動図（縦4列、横11種）が黒の輪郭、朱・褐・藍・墨のベタ塗りで描かれている[20]。各図には、術（姿態）の名称、効果があるとされる病名、模写している動物名、使用器具名などが添えられている[21]。これらは道家思想に基づく修練の術[22]、中国最古の体育療法の図であり、気功療法のルーツといえる[16]。また、張家山漢簡の導引書『引書』とともに、最古の導引文献とされる。
- 巻前佚書二篇 - 『却穀食気』は「穀物を避け気を食らう」、すなわち気功による健康法を記す[21]。『陰陽十一脈灸経』は『五十二病方』巻前佚書のものと同内容であり、両者は甲本・乙本として区別される[21]。

### 『長沙国南部図』

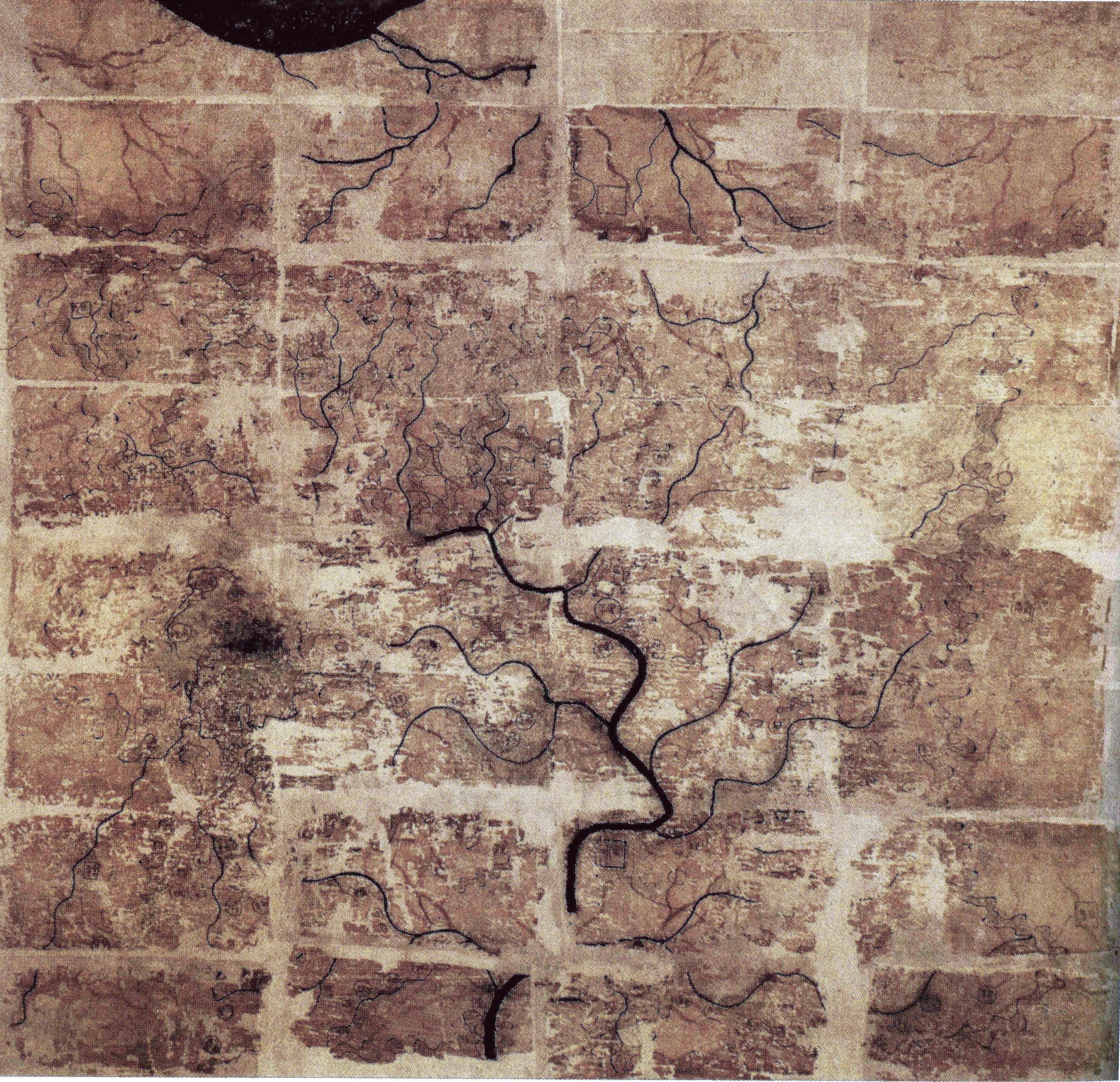
『長沙国南部図』

長沙国南部の地形を記している。図の範囲は現在の湖南省南部の瀟水流域とその周辺にあたる。幅50センチメートルの帛を2枚つなぎ合わせた、一辺96センチメートルの正方形で、縮尺17-19万分の1。描写の中心となる部分では精度が高く、河川の屈曲もおおむね現在のものと一致する。

### 『駐軍図』

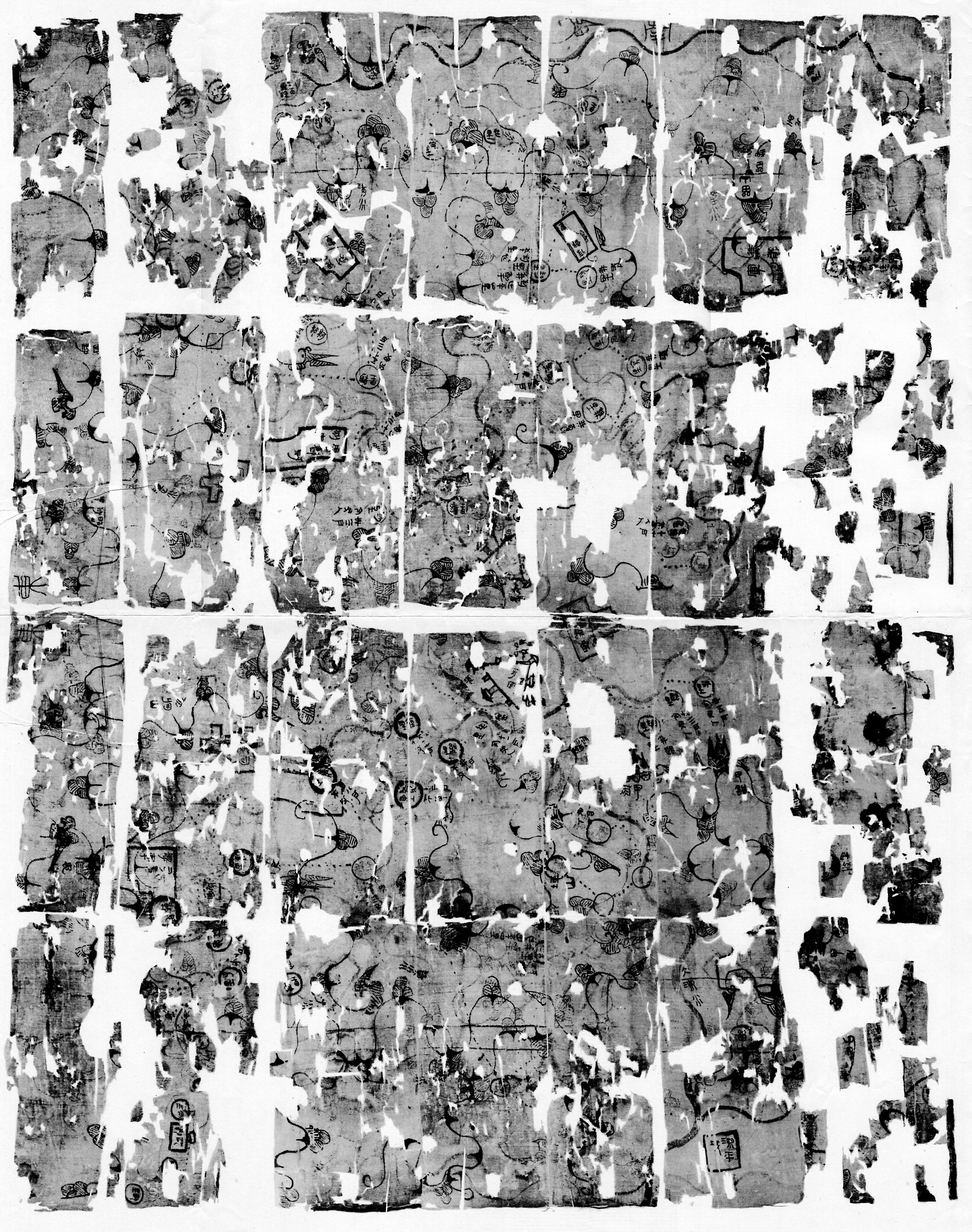
『駐軍図』

図の範囲は現在の湖南省最南部の江華ヤオ族自治県の沱江流域（上記『長沙国南部図』の東南部の一角）にあたる。縦98センチメートル、横78センチメートル、縮尺8-10万分の1。黒・紅・靛（濃青）の三色を使い、河川や山脈を薄い色で、軍の駐屯地や防衛境界線を濃い色で描いている。加えて里の名と戸数、廃村らしきものも示され、当時の聚落の実態を知る貴重な資料である。

## 釈文・訳注
- 裘錫圭主編『長沙馬王堆漢墓簡帛集成』中華書局、2014年。ISBN 9787101101683。 NCID BB17588247。
- 池田知久『老子』東方書店〈馬王堆出土文献訳注叢書〉、2006年。ISBN 4-497-20605-X。
- 野間文史『春秋事語』東方書店〈馬王堆出土文献訳注叢書〉、2007年。ISBN 978-4-497-20703-6。
- 小曽戸洋、長谷部英一、町泉寿郎『五十二病方』東方書店〈馬王堆出土文献訳注叢書〉、2007年。ISBN 978-4-497-20709-8。
- 齋木哲郎『五行・九主・明君・徳聖』東方書店〈馬王堆出土文献訳注叢書〉、2007年。ISBN 978-4-497-20713-5。
- 白杉悦雄、坂内栄夫『却穀食気・導引図・養生方・雑療方』東方書店〈馬王堆出土文献訳注叢書〉、2011年。ISBN 978-4-497-21008-1。
- 池田知久・李承律『易 上 六十四卦 (馬王堆出土文献訳注叢書)』、東方書店、2022年
- 池田知久・李承律『易 下 二三子問篇 繫辭篇 衷篇 要篇 繆和篇 昭力篇 (馬王堆出土文献訳注叢書)』、東方書店、2022年